# Национално знаме на Либерия
Националното знаме на Либерия е определено през юли 1847 година, когато държавата получава независимост. Знамето е подобно на това на САЩ – изпълнено е с червени и бели ивици, а в горния ляв ъгъл има синьо квадратно поле с една-единствена бяла петолъчна звезда.

## Знаме през годините
- (1827 – 1847)